# Burmoniscus denticulata
Burmoniscus denticulata är en kräftdjursart som först beskrevs av Franco Ferrara och Stefano Taiti 1983.  Burmoniscus denticulata ingår i släktet Burmoniscus och familjen Philosciidae. Inga underarter finns listade i Catalogue of Life.